# Neandra marginicollis
Neandra marginicollis là một loài bọ cánh cứng trong họ Cerambycidae.